# В края на нощта
„В края на нощта“ (на турски: Gecenin Ucunda) е драматичен и романтичен турски телевизионен сериал, продуциран от TMC Film и Âlim Yapım, първият епизод е излъчен на 5 октомври 2022 г., режисиран от Баръш Ерчетин, по сценарий на Башар Башаран и Eмре Йоздюр, с участието на Неслихан Атагюл, Kадир Доулу, Tуба Юнсал и Сарп Левендоулу. Сериалът приключва със своя 26-и епизод, който е излъчен на 25 април 2023 г.

## Актьорски състав
- Неслихан Атагюл – Mаджиде
- Кадир Доулу – Kазъм Ъшък
- Туба Юнсал – Нермин Ъшък
- Сарп Левендоулу – Aхмет Ъшък
- Зухал Олджай – Берин Ъшък Kанбей
- Йозге Йоздер – Сара Kохен
- Бертан Аслани – Джихангир Ъшък
- Бестемсу Йоздемир – Серра Пекдемир
- Левент Йоздилек – Tунч Kанбей
- Ебру Айкач – Шермин
- Шенджан Гюлерюз – Зафер Пекдемир
- Айсун Метинер – Ферах
- Гонджа Якут – Нил
- Aлейна Йозгечен – Ясемин Канбей
- Kерим Илхан – Джан Пекдемир
- Хазал Шенел – Симин Tезер
- Сейда Байрам – Хандан
- Джем Aвнаийм – Селим
- Tугай Бахши – Коко
- Уфук Tевге
- Kузей Kая
- Убейт Юнал
- Oя Юнал
- Каан Ташанер – Mерт Йондеш

## Излъчване
| Сезон | Епизоди | Начало на сезона | Край на сезона | Всички епизоди | ТВ сезон    | ТВ Канал |
| ----- | ------- | ---------------- | -------------- | -------------- | ----------- | -------- |
| 1     | 26      | 5 октомври 2022  | 25 април 2023  | 1 – 26         | 2022 – 2023 | Star TV  |